# Astèrix a Hispània
Astèrix a Hispània (títol original en francès: Astérix en Hispanie) és el catorzè àlbum de la sèrie Astèrix el gal, amb guió de René Goscinny i dibuix d'Albert Uderzo. Va ser publicat en francès el 1969.

## Sinopsi
Ens trobem al 17 de març del 45 aC. Tota la regió de Munda (Montilla), a Hispània està conquerida pels romans... excepte un petit poble d'ibers irreductibles que encara resisteixen a l'invasor. Juli César captura Pep, el fill de Sopadall i Crostó, el cap del poble, i l'envia a Pastisalrum, una guarnició a l'Armòrica per a tenir-lo com a ostatge i assegurar-se la tranquil·litat a la regió. Però oblida que a la vora de Pastislarum hi ha el poblet dels irreductibles gals, i quan Astèrix i Obèlix alliberen en Pep, decideixen tornar-lo al seu poblet d'Hispània.

## Context i antecedents
En arribar a la frontera d'Hispània, Astèrix i Obèlix es troben amb rulots, ancestres de les caravanes (p. 27), plenes de gals i gots, en una paròdia de les vacances a Espanya. El guia que acompanya als gals en la seva travessa dels Pirineus porta un barret i unes botes que pengen del pal, que recorden els identificadors dels pelegrins del Camí de Sant Jaume. (p. 29-30). A totes les ciutats d'Hispània que travessen els gals es troben una processó de druides (p. 39). A Hispalis (Sevilla), a més, se celebra de nit i els druides porten el cap tapat amb capirots, una referència a les processons de Setmana Santa i als natzarens (p. 41). Els gals es troben amb un cavaller que ataca molins i el seu escuder: Don Quixot i Sanxo Pança (p. 32). Obèlix aprèn a cantar i ballar flamenc (p. 35-36). Quan Nonpossumus canta flamenc espantat, fent veure que és un hispà, els seus genolls piquen l'un amb l'altre. Pepe diu que li fan un soroll bonic que acompanya la música. És una referència a les castanyoles, que fan un so similar. (p. 37)
El crit de guerra i d'ànim dels hispans és Olé!. Els seus cascs estan adornats amb banyes de brau, i les muralles del seu poble estan decorades amb cranis d'aquest animal. A Hispalis, Astèrix i Nonpossumus són llançats a les feres del circ; però en lloc de lleons, són lliurats a un brau que aquí es canviat per un ur, que Astèrix toreja amb una capa que li cau a una romana. (p. 45-46)
El nen ostatge hispà es diu Pèricles, car té avantpassats grecs, tot i que casa li diuen simplement "Pep". L'habilitat de Pep amb la fona és una referència als foners baleàrics, famosos en la seva època per la seva habilitat amb aquesta arma. Pep s'enfronta a Juli Cèsar armat amb una fona i li diu "No passareu!. És una referència al discurs de Dolores Ibárruri Gómez (La Pasionaria) durant la Guerra Civil Espanyola No passaran! (p. 7)
La frase Li concedirà una orella perquè ha lluitat bé (p.5) pot referir-se tant a les curses de brau, on el torero rep les orelles i la cua del toro si ha torejat bé; o al costum de Napoleó de pessigar l'orella d'un soldat favorit com a senyal de distinció. En aquest episodi, veiem que Ielosubmarine, l'esposa de Ordralfabétix, neteja els peixos que el seu marit lloga (un dels motius pels quals fan tan mala olor)
Apareixen diversos tòpics sobre els espanyols: són orgullosos (p.5) i de sang ardent. Entre altres tòpics sobre Espanya, les carreteres són dolentes i sempre estan en obres (p.34), l'assistència en carretera dolenta, els recanvis s'han de demanar (i van per llarg) (p. 38) i els preus són favorables pels turistes (p.41).
Al banquet final, Obèlix canta i balla flamenc. Esautomàtix el bard riu mentre que està lligat als peus d'un arbre; i Assegurançatòrix es tapa les orelles cridant "Un peix! El meu regne per un peix!". És una referència a l'obra de William Shakespeare Ricard III, on el rei Ricard diu exactament la mateixa frase, però demanant un cavall.
Tot i que ja feia molt de temps que els romans controlaven la península Ibèrica, l'àlbum menciona específicament la batalla de Munda, que tingué lloc al 45 aC, un any abans de l'assassinat de Cèsar. Tot i això, Cèsar segueix apareixent en prop de 20 aventures més, que ocupen un període molt més ampli.

## Comentaris
- A la primera pàgina apareixen les actituds recurrents dels diversos gals:
  - Copdegarròtix fa la compra amb la seva dona Bonakara.
  - Edatdepèdrix segueix una noia jove
  - Esautomàtix segueix a Assegurançatòrix amb el martell preparat.
- Prendre ostatges era una pràctica comuna a l'antiguitat. Normalment era el resultat d'una negociació i un mitjà per mantenir una pau difícil. Els ostatges eren ben tractats (Juli Cèsar insisteix que Pep ha de ser ben tractat).
- En aquest àlbum té lloc la primera baralla entre els habitants del poble (p. 18); i com moltes baralles posteriors, aquesta comença a causa dels peixos d'Ordralfabétix.
- Ordralfabétix, demana que se li pagui en menhirs el lloguer de la seva barca, per tal d'arreglar un terreny que ha heretat (explicació, segons els autors, del misteri de Carnac) (p. 23)
- El director de l'orquestra del circ és el director francès Gérard Calvi (p. 44)
- Els pirates apareixen mentre que els gals es dirigeixen cap a Hispània, però no perden el vaixell. Astèrix i Obèlix només s'emporten el menjar.